# Лодзь (Познанський повіт)
Лодзь (пол. Łódź) — село в Польщі, у гміні Стеншев Познанського повіту Великопольського воєводства.
Населення — 84 особи (2011).
У 1975-1998 роках село належало до Познанського воєводства.

## Демографія
Демографічна структура станом на 31 березня 2011 року:
|          | Загалом | Допрацездатний вік | Працездатний вік | Постпрацездатний вік |
| -------- | ------- | ------------------ | ---------------- | -------------------- |
| Чоловіки | 43      | 8                  | 33               | 2                    |
| Жінки    | 41      | 9                  | 27               | 5                    |
| Разом    | 84      | 17                 | 60               | 7                    |